# LG V35 ThinQ
LG V35 ThinQ는 LG V30 ThinQ의 업그레이드 파생 모델이다. 대한민국 통신 3사와 자급제용으로 2018년 7월 5일 출시되었다. 기존의 LG V30 ThinQ와 달리 퀄컴 스냅드래곤 845로 AP가 업그레이드 되어 성능이 향상되었고 LG V30S ThinQ와 마찬가지로 RAM이 6GB로 증가하였으나 뱅 앤 올룹슨과의 제휴가 끝나 뱅 앤 올룹슨의 음질 향상 기술이 적용되지 않았고 B&O 플레이 번들 이어폰 또한 제공되지 않았다.

## 운영 체제/소프트웨어 업데이트 내역

### 안드로이드 8.0 오레오
LG V35 ThinQ는 안드로이드 8.0.0 오레오를 기본 탑재하여 출시되었다.
9.0파이 업데이트
2020년 2사분기 10.0 업데이트
안드로이드 10
LG V35 ThinQ는 2020년 6월 9일에 안드로이드 10으로 업데이트되었다.
자세히 알아보기: https://www.lge.co.kr/lgekor/contents/mobile/swUpgradeDetail.do?swSeq=1323 보관됨 2020-06-11 - 웨이백 머신

## 기능

### 디스플레이

#### 올레드 풀비전
LG V35 ThinQ는 LG디스플레이에서 개발한 올레드 풀비전 (OLED FullVision) 디스플레이를 탑재했다. LG V30 ThinQ와 같이 18:9의 화면비를 지원한다. OLED는 백라이트 조명이 필요없기 때문에 얇은 두께와 가벼운 무게를 구현했다. 베젤 벤딩 기술을 적용해 측면을 곡면으로 설계했다. HDR 10과 돌비 비전을 지원하며, 플라스틱 기판 위에 화소를 배치한 6세대 POLED 기반이기 때문에 충격에 강하다고 한다.

### 오디오
V35 ThinQ의 오디오 기능은 전작인 LG V30 ThinQ와 동년도 플래그쉽인 LG G7 ThinQ의 기능을 계승했다.

#### Hi-Fi Quad DAC
DAC(Digital to Analog Converter)은 디지털 신호를 사람이 들을 수 있는 아날로그 신호로 변환해주는 장치이다. 이 중 쿼드 DAC는 디지털 신호의 잡음을 최대 50%까지 감소시켜서 원음에 가까운 소리를 낼 수 있게 해 준다. 전작 LG V30 ThinQ에 이어서 ESS 사의 Sabre 쿼드 DAC가 적용되었으며, 전작과 동일하게 24비트는 물론, 32비트 음원을 재생할 수 있다. 또한 적은 데이터 용량으로 Hi-Fi 고음질 음원을 스트리밍하는 MQA(Master Quality Authenticated) 파일 형식을 지원한다. 이외에도 사용자가 직접 원하는 4가지 음색을 선택할 수 있는 사운드 프리셋(Sound Preset)과 소리의 울림인 잔향을 장르에 맞게 3가지 잔향을 선택할 수 있는 디지털 필터(Digital Filter)가 적용되었다. 다만, 이번에는 오디오 전문 회사인 B&O(뱅엔울롭슨)와 협업하여 B&O 플레이 튜닝이 적용되지 않았다.

#### 고음질 녹음
V35 ThinQ는 High AOP 마이크가 적용되어 24bit/192kHz FLAC로 고음질 녹음을 할 수 있다. High AOP 마이크를 통해 소음이 큰 환경에서도 최대 132 데시벨까지 영상 촬영이 가능하다. 수화부 역할을 하는 리시버에 보조 마이크를 추가해 촬영이나 녹음 시 담아낼 수 있는 저음과 고음의 범위가 증가했다. LG전자 측에서는 콘서트장과 같은 소리가 커 뭉개지는 곳에서도 생생하게 녹음할 수 있다고 한다.

#### DTS:X 3D 입체 음향
LG전자는 오디오 전문 기업인 엑스페리와의 독점 파트너쉽을 통해 영화, 음악 등을 감상할 때 더 생생한 소리를 들을 수 있는 DTS:X 3D 입체 음향 기능을 지원한다. 와이드, 왼쪽, 오른쪽 총 3가지의 모드로 설정할 수 있으며 이어폰을 끼면 최대 7.1 채널의 입체 음향을 들을 수 있다. 이어폰을 끼지 않고 스피커로 소리를 들을 때에도 3D 입체 음향을 느낄 수 있다. 전용 콘텐츠뿐만 아니라 기본 음악 앱이나 비디오 앱 이외에도 어떤 콘텐츠의 종류에 상관없이 입체 음향 설정을 적용할 수 있다.

### 카메라
V35 ThinQ의 카메라 기능은 전작인 LG V30 ThinQ와 동년도 플래그쉽인 LG G7 ThinQ의 기능을 계승했다.

##### AI 카메라
AI 카메라는 실행 시 AI가 피사체를 인식한 후 알아서 그에 맞는 색감, 반사광, 채광 등을 가진 촬영 모드를 추천해주는 기능이다. 인식하는 도중 "여자", "풍경" 등의 피사체의 정보가 담긴 단어가 화면에 뜨며, 터치 한 번으로 추천 모드를 실행할 수 있게 버튼을 띄워준다. 촬영 모드는 인물, 애완동물, 풍경 등 8개의 촬영 모드가 있다.

##### 슈퍼 브라이트 카메라
슈퍼 브라이트 카메라는 사진을 찍을 때 AI가 주변 환경이 어둡다고 판단하면 자동으로 슈퍼 브라이트 카메라 모드를 실행시켜 별도의 LED 플래시 없이 사진을 밝게 찍을 수 있는 기능이다. 슈퍼 브라이트 카메라는 기존의 브라이트 카메라보다 업그레이드 되어서 극저조도 상황(4 lux 이하)에서 사진의 밝기를 최대 3.8배까지 올릴 수 있다.

##### Q렌즈
Q렌즈는 원하는 피사물을 촬영한 후, 그에 관한 정보검색, QR 코드 등을 검색할 수 있는 기능이다. 네이버와 아마존과 협력해 제공하는 쇼핑 정보도 검색할 수 있다. 삼성전자의 빅스비 비전과 유사한 기능이다.

### 기타
LG V35 ThinQ는 체형 배터리가 적용되었다. 일체형 배터리가 적용된 대신, 전후면 글래스 디자인과 1.5m 수심에서 30분까지 작동할 수 있는 IP68등급의 방수방진이 채택되었다. 미군에서 진행해는 내구성 테스트인 MIL-STD 810G 통과 인증을 받았다. 내구성 강화를 위해 메탈을 라운딩하는 H빔(H-Beam) 구조를 채택했다. 발열 관리를 위해 쿨링 파이프와 쿨링 패드를 탑재했다. Qi 표준 무선 충전을 지원한다. 퀄컴 사의 퀵차지 3.0을 적용해 고속 충전도 지원되는데, 배터리 50% 충전까지 30분이 걸린다고 한다.

##### Q보이스
LG 옵티머스 G에서 처음 선보이고 2015년 LG V10까지 지원되었던 LG전자의 인공지능 비서이다. 2018년 2월, LG V30S ThinQ의 출시와 함께 새로운 UI를 가지고 다시 부활했다. 기존의 전화 걸기, 메시지 보내기, 앱 실행, 음악 재생, 검색 등의 기능을 지원한다. 기존의 기능 이외에도, LG V30에서 선보인 구글 어시스턴트 연동 독자 명령어를 지원하며, 구글 어시스턴트가 할 수 없는 문자 읽어주기와 32개의 독점 명령어를 인식할 수 있다. 명령어는 "하이 엘지"(Hi, LG.)이다.

#### LG 페이
LG 페이는 2017년 6월 1일 LG G6부터 적용된 LG전자의 모바일 결제 서비스이다. LG V30에도 적용되었으며, 2017년 기준 한국 시장에만 지원 중이다. 경쟁 중인 서비스는 애플 페이와 삼성 페이이다. 결제 방식으로는 NFC (근거리 무선 통신)와 MST (마그네틱 보안전송) 방식을 지원한다.

#### 생체인식
LG V35 ThinQ는 전작들이 지원하는 패턴, 노크온, 에이리어 타입 지문인식, 음성인식, 얼굴인식을 모두 지원한다. 다만 LG전자 측에서는 보안이 취약할 수 있기 때문에 패턴, 노크온, 지문인식을 사용하길 권장했다.

## 색상
- 뉴 오로라 블랙
- 뉴 플래티넘 그레이

## 변형 기종
- LG SIGNATURE Edition (2018)

## 같이 보기
- LG V30
- LG V30S ThinQ
- LG V
- LG V40 ThinQ